# Półczno
Półczno (deutsch Polschen, seit 29. Dezember 1937 Kniprode) ist ein Dorf im Verwaltungsbezirk Gmina Studzienice (Landgemeinde Stüdnitz) im Powiat Bytowski (Bütower Kreis) der polnischen Woiwodschaft Pommern.

## Geographische Lage
Das Dorf liegt in Hinterpommern, östlich an einem See und südwestlich des Glinow-Sees, etwa zehn Kilometer ostsüdöstlich von Bütow und acht Kilometer nordöstlich von Ugoszcz (Bernsdorf).

Polschen (Polczen, am 29. Dezember 1937 umbenannt in Kniprode), östlich von Köslin und ostsüdöstlich von Bütow, auf einer Landkarte von 1910

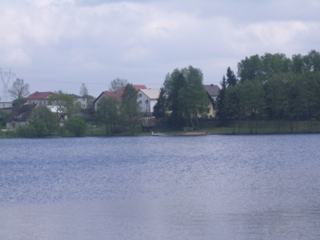
Kniproder See (2006)

## Geschichte
Ältere Namen des Sees bei dem Dorf sind Pholtzen (1354) und Poltzen (1375). Frühere Ortsbezeichnungen des Dorfs sind Poeltczen (1438), Poltzen (1596), Polzen oder Poltschen (1780) und Polczen. Zur Zeit des Deutschen Ordens und des Herzogtums Pommern hieß der Ort auch Sonnenwalde. Am 20. November 1354 erhielt das Dorf vom Deutschen Orden eine gemeinsame Handfeste mit Hirschfelde, wonach Winrich von Kniprode dem Hans von Sonnenwalde und dem Hans von Hirschfeld 70 Hufen und dazu das Seechen Pholtzenn zu ihrer Fischerei verleiht. Laut Visitations-Rezess von 1437 hatte das Dorf dem Deutschen Orden außer Abgaben an Naturalien einen Kriegsreiterdienst zu leisten.
Im 18. und 19. Jahrhundert war die Ortschaft ein adliger Wohnsitz, dessen Gemarkung eine Gruppe von Familien anteilig in Besitz hatte. 1780 waren zehn Vorwerke von der ungefähren Größe eines Bauernhofs vorhanden und 21 Feuerstellen (Haushaltungen). Um 1858 bestand das Dorf aus zehn Anteilen (Anteile A – K) und vier abgeschriebenen Trennstücken.
Im Jahr 1909 wurde eine teilweise Aufteilung des durch Zusammenlegung entstandenen Gutes in Rentengüter vorgenommen; 1930 erfolgte die restlose Aufteilung, wodurch sechs neue Siedlerstellen entstanden.

Gebäude im Dorf
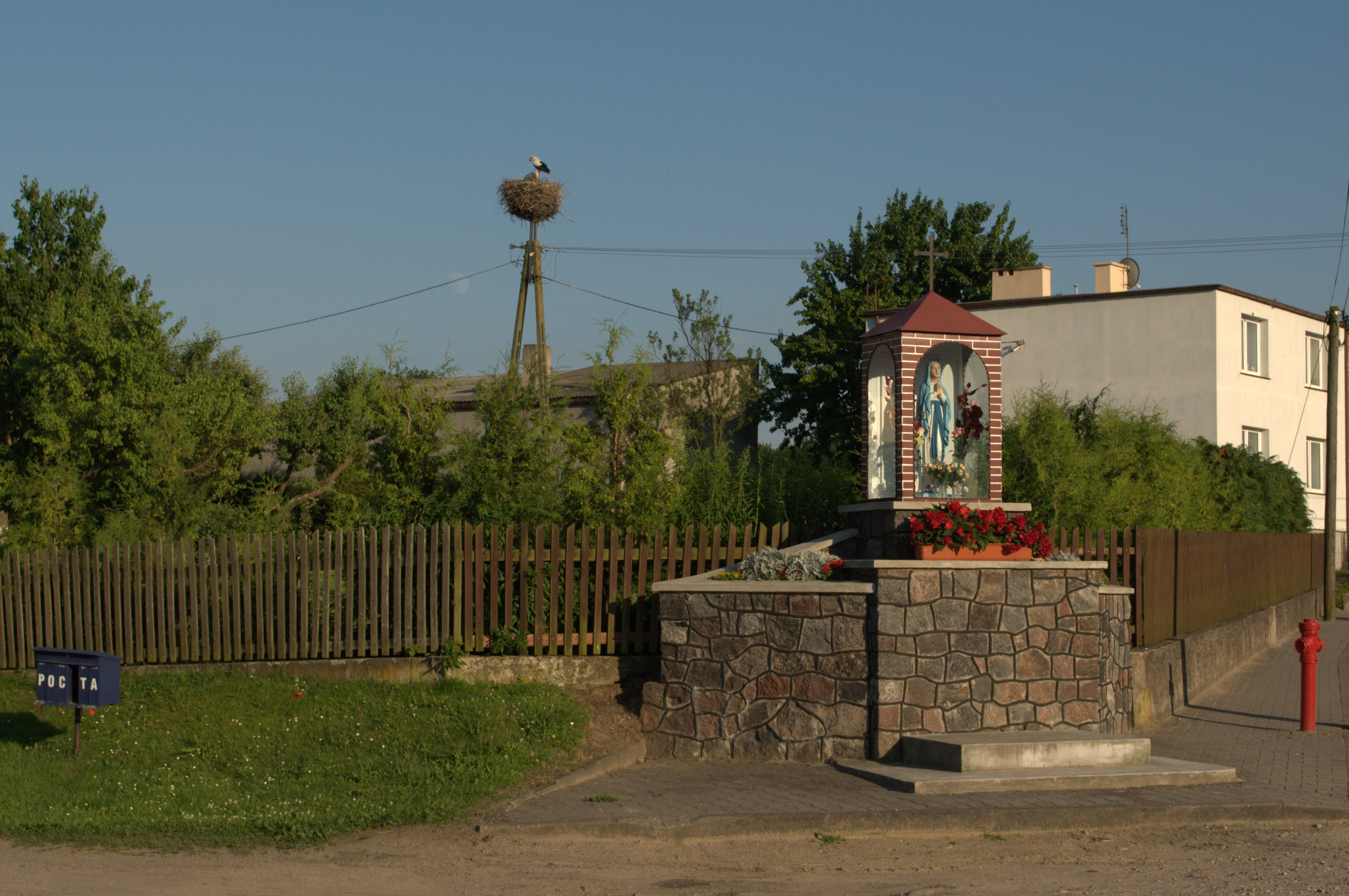
Haus mit Garten und Storchennest auf Holzmast (2014)
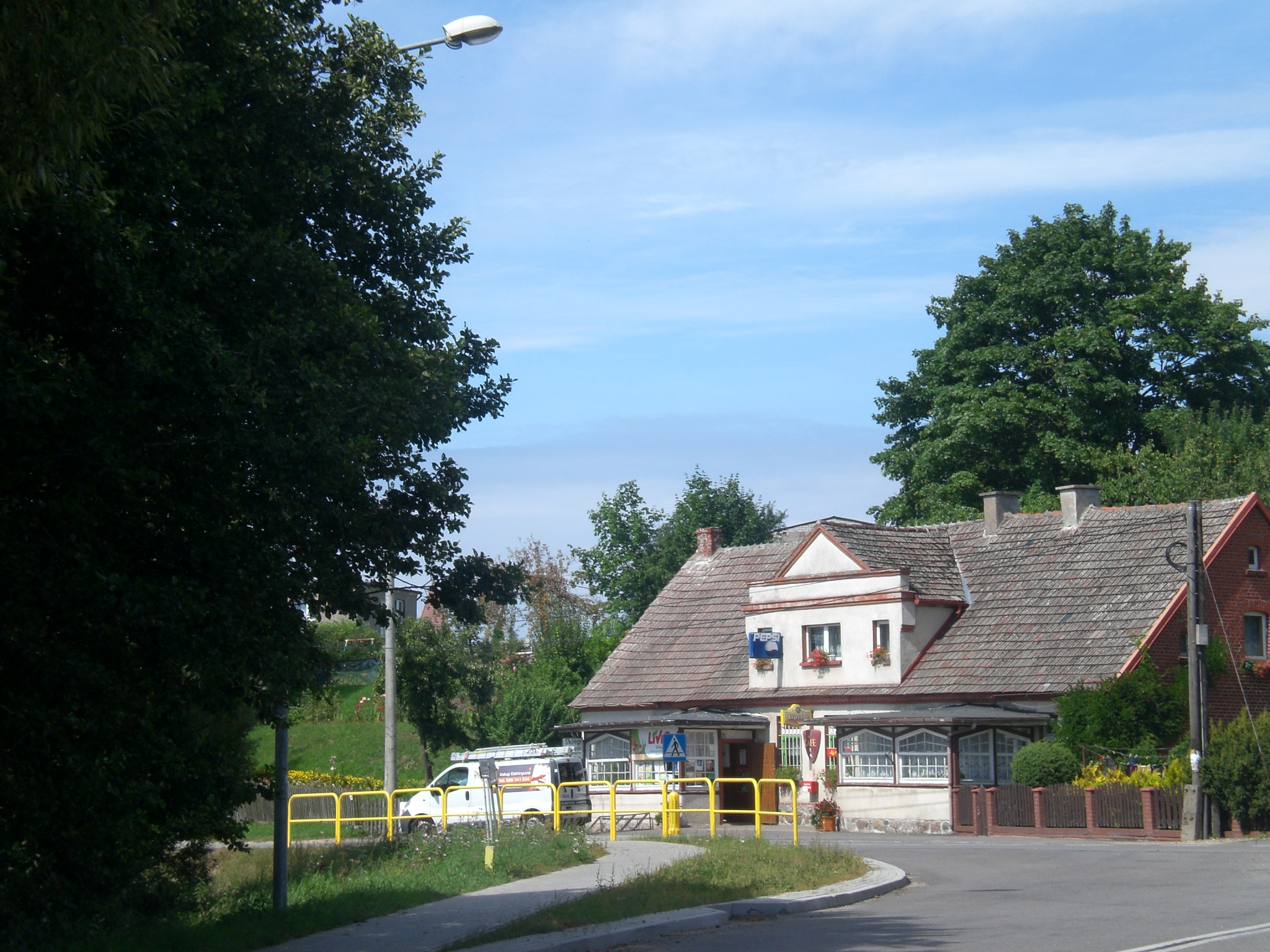
Wohnhaus (2018)
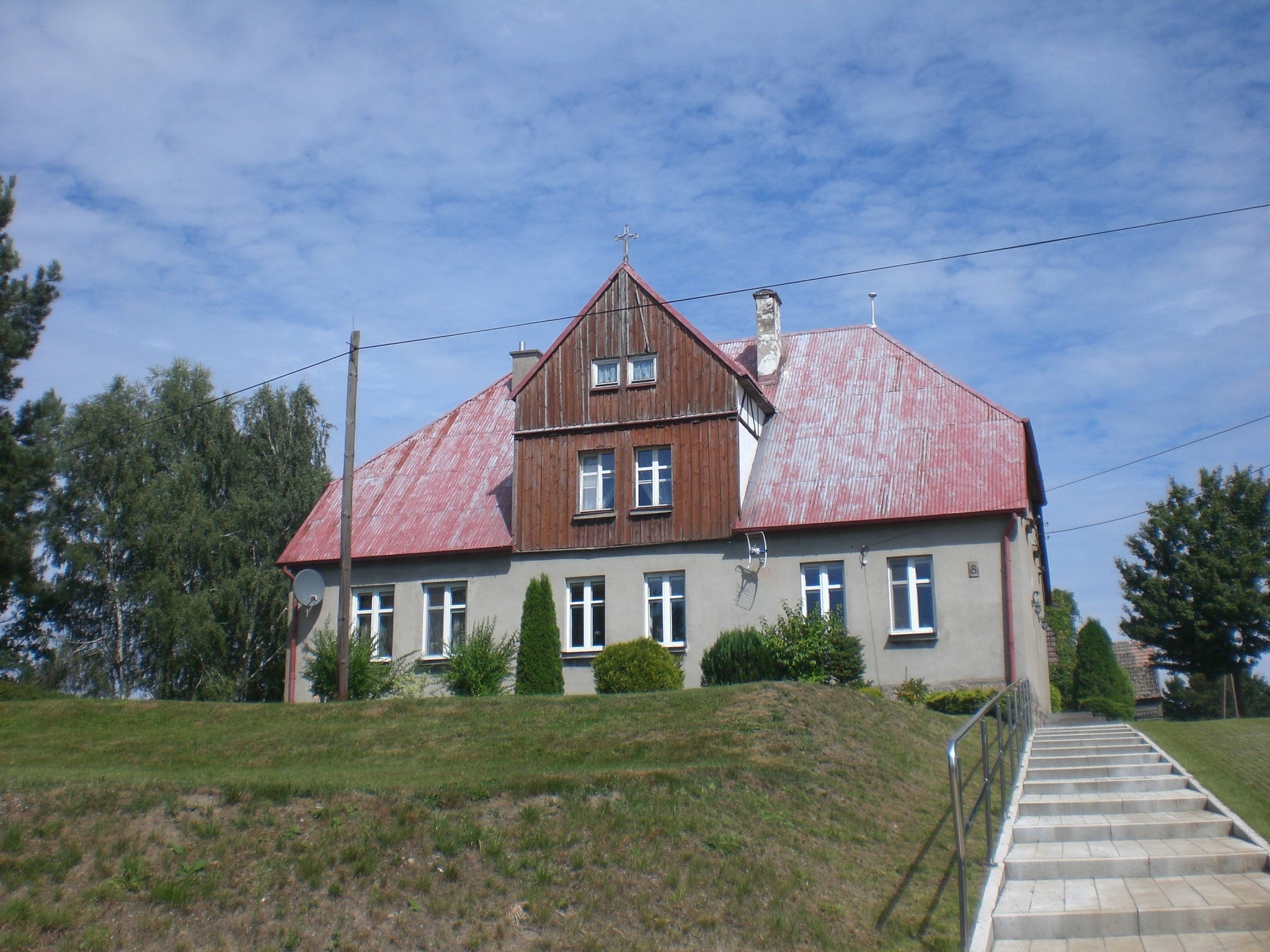
Wohnhaus (2018)
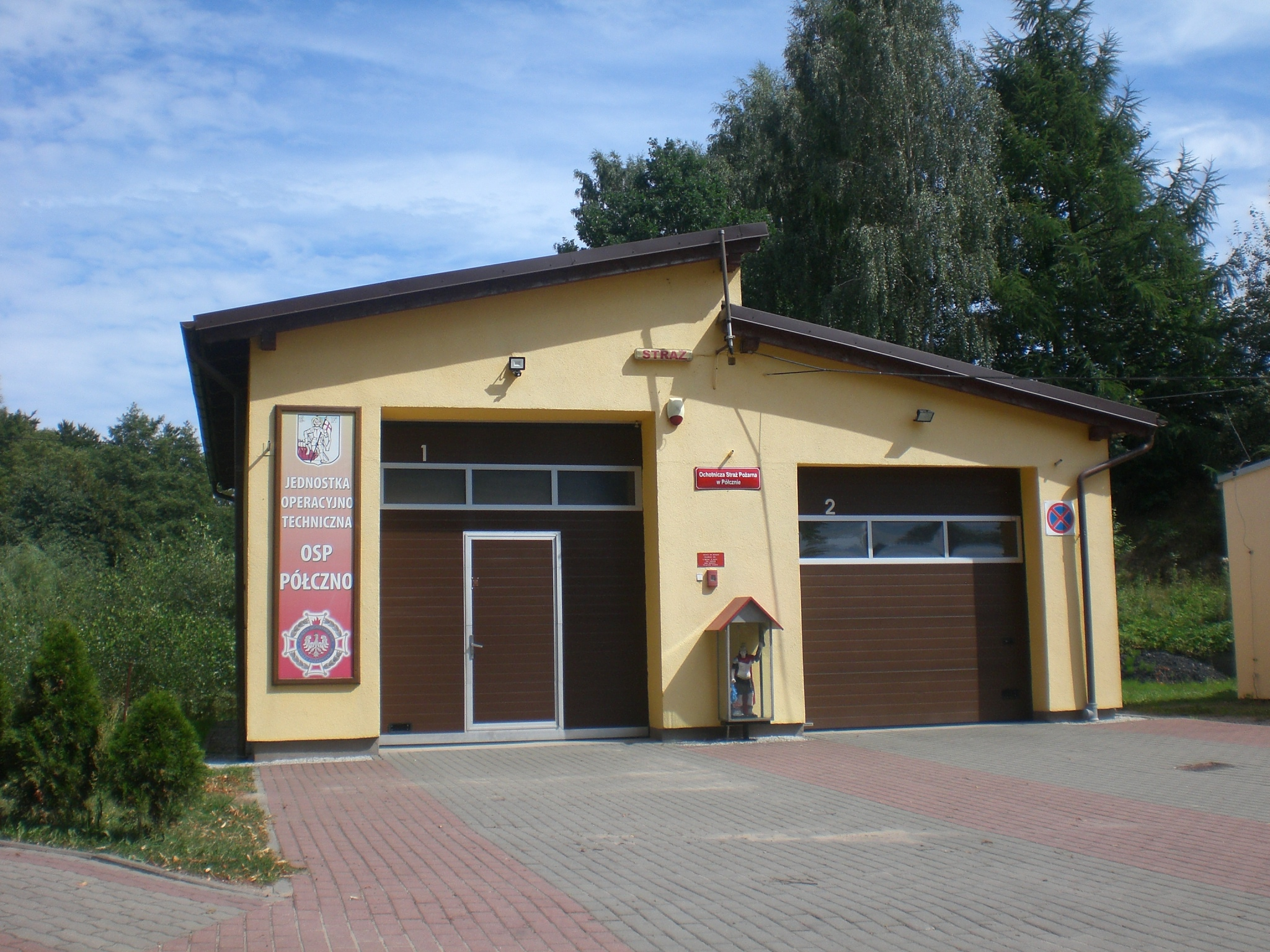
Feuerwehrhaus (2018)

Anfang der 1930er Jahre hatte die Landgemeinde Polschen eine Flächengröße von 7,8 km². Innerhalb der Gemeindegrenzen, wo Polschen die einzige Wohnstätte war, standen insgesamt 52 bewohnte Wohnhäuser. Um 1935 hatte das seinerzeit noch Polschen genannte Dorf unter anderem einen Gasthof, eine Spar- und Darlehnskasse und zwei Schmieden. Im Jahr 1925 wurden 377 Einwohner gezählt, 331 Einwohner im Jahr 1933 und 377 im Jahr 1939.  1936 waren 34 Erbhöfe vorhanden.
Bis 1945 bildete Kniprode eine Landgemeinde im Landkreis Bütow im Regierungsbezirk Köslin der preußischen Provinz Pommern des Deutschen Reichs. Die Gemeinde Kniprode war Amtssitz des Amtsbezirks Kniprode.
Vor Ende des Zweiten Weltkriegs wurde Kniprode Anfang März 1945 von der Roten Armee besetzt. Bald danach wurde Kniprode zusammen mit ganz Hinterpommern von der Sowjetunion der Volksrepublik Polen zur Verwaltung überlassen. Anschließend kamen Polen in das Dorf, von denen die einheimischen Dorfbewohner aus ihren Häusern und Wohnungen gedrängt wurden. Für Kniprode wurde die polonisierte Ortsbezeichnung ‚Półczno‘ eingeführt. In der Folgezeit wurden die einheimischen Dorfbewohner von der polnischen Administration aus Kniprode vertrieben.

## Kirche

### Dorfkirche

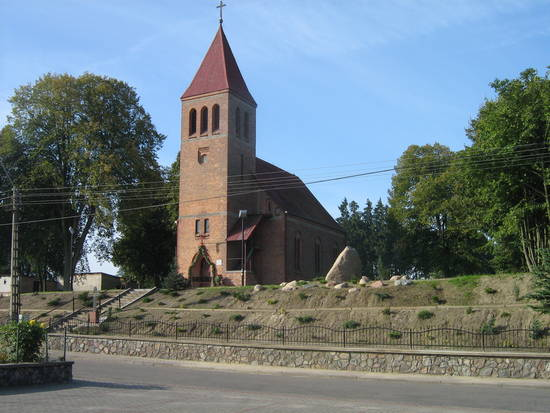
Dorfkirche (2006), erbaut 1906–1907 als evangelische Pfarrkirche, bis 1945 Gotteshaus der evangelischen Pfarrgemeinde Kniprode

Die evangelische Pfarrkirche – ein unverputztes Backstein-Gebäude mit Turm – wurde 1906–1907 auf einer Anhöhe inmitten des Dorfs errichtet. Das Kirchenschiff hat Innenabmessungen von 8,60 m × 11,70 m.
Das evangelische Gotteshaus wurde nach dem Zweiten Weltkrieg von der polnischen Administration zugunsten der Römisch-katholischen Kirche in Polen zwangsenteignet und vom polnischen katholischen Klerus ‚neu geweiht‘.

### Kirchspiel bis 1945
Die bis 1945 hier lebenden einheimischen Dorfbewohner gehörten mehrheitlich der evangelischen Konfession an. Unter den 377 Einwohnern des Jahres 1925 befanden sich 295 Evangelische und 82 Katholiken. Das evangelische Kirchspiel war in Polschen.
Das katholische Kirchspiel war in Bernsdorf.

### Polnisches Kirchspiel seit 1945
Die seit 1945 und Vertreibung der einheimischen Dorfbewohner anwesende polnische Einwohnerschaft ist größtenteils katholisch.